# Gageac-et-Rouillac
Gageac-et-Rouillac is een gemeente in het Franse departement Dordogne (regio Nouvelle-Aquitaine) en telt 435 inwoners (1999). De plaats maakt deel uit van het arrondissement Bergerac.

## Geografie
De oppervlakte van Gageac-et-Rouillac bedraagt 14,2 km², de bevolkingsdichtheid is 30,6 inwoners per km².
De onderstaande kaart toont de ligging van Gageac-et-Rouillac met de belangrijkste infrastructuur en aangrenzende gemeenten.

## Demografie
Onderstaande figuur toont het verloop van het inwonertal (bron: INSEE-tellingen).